# Azimuth (álbum)
Azimuth  es el primer álbum de estudio y álbum debut de la banda vanguardista británica de jazz: Azimuth lanzado por ECM Records. Se le considera la mayor obra maestra del grupo.
Hoy en día el álbum es una obra de culto y buscado por los seguidores de culto de la escena del jazz.

## Sonido
El sonido del álbum tiene distintos elementos igual fuera del contexto del jazz que se incluyen minimalismo, experimental, música progresiva, música espacial y con elementos del piano incluido en el álbum, también con sonidos de canto de Norma Winstone.
El sencillo homónimo del álbum es una representación donde se incluyen todos los elementos musicales de Azimuth.

## Lista de canciones
Todas las canciones escritas y compuestas por Johh Taylor y Norma Winstone. 
| Azimuth |                  |          |  |
| N.º     | Título           | Duración |  |
| 1.      | «Sirens' Song»   | 04:13    |  |
| 2.      | «O»              | 06:49    |  |
| 3.      | «Azimuth»        | 12:18    |  |
| 4.      | «The Tunnel»     | 09:17    |  |
| 5.      | «Greek Triangle» | 02:05    |  |
| 6.      | «Jacob»          | 08:47    |  |
| 43:29   |                  |          |  |

## Personal
- John Taylor - piano, sintetizador
- Kenny Wheeler - trompeta, fliscorno
- Norma Winstone - vocal